# Phaonia compressipalpis
Phaonia compressipalpis är en tvåvingeart som beskrevs av Stein 1911. Phaonia compressipalpis ingår i släktet Phaonia och familjen husflugor.
Artens utbredningsområde är Peru. Inga underarter finns listade i Catalogue of Life.